# Narciso Ramírez
Narciso Ramírez ist ein ehemaliger mexikanischer Fußballspieler, der vorwiegend im Mittelfeld agierte.

## Laufbahn
Ramírez kam 1972 zum Club América, mit dem er 1974 den mexikanischen Pokalwettbewerb gewann. 1976 gehörte er zum Kader der Meistermannschaft, der die mexikanische Fußballmeisterschaft gewann, und wiederum zwei Jahre später gehörte er zur Siegermannschaft im CONCACAF Champions Cup.

## Erfolge
- Mexikanischer Meister: 1976
- Mexikanischer Pokalsieger: 1974
- Mexikanischer Supercup: 1976
- CONCACAF Champions’ Cup: 1977